# Catedral de Brasilia
La Catedral Metropolitana Nossa Senhora Aparecida, más conocida como la Catedral de Brasilia es la catedral metropolitana de Brasilia, capital de República Federal de Brasil. Fue diseñada por el arquitecto Oscar Niemeyer, con proyecto estructural del ingeniero Joaquim Cardozo, y es la sede arzobispal de la  Arquidiócesis de Brasilia.

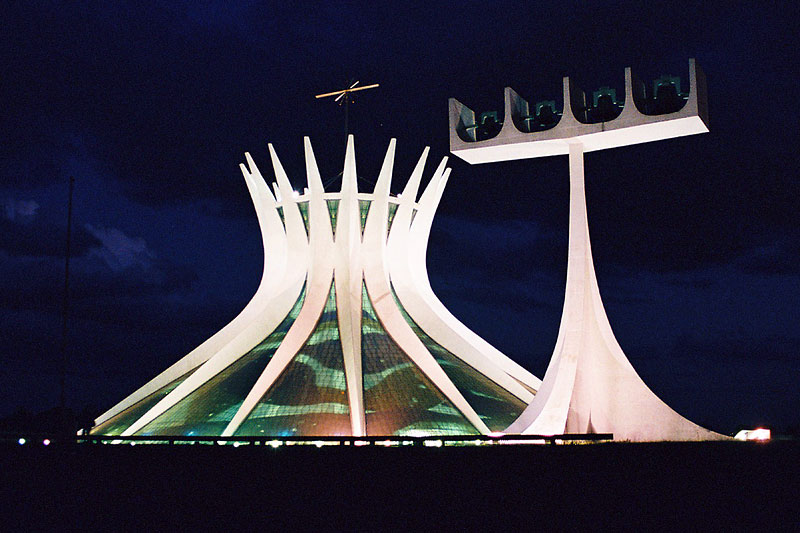
Catedral de Brasília.

## Descripción
En la plaza de acceso al templo, se construyeron algunos monumentos (campanario, cúpula del batisterio, entre otras).

### Las esculturas de los evangelistas
En la rampa de acceso del templo hay cuatro estatuas, que son las representaciones de los cuatro evangelistas (San Mateo, San Marcos, San Lucas y San Juan).

### Baptisterio
Al lado izquierdo de la plaza, está la cúpula del batisterio construida en forma de ovoide, que es la complementación del interior de la capilla, donde se realizan los bautizos.

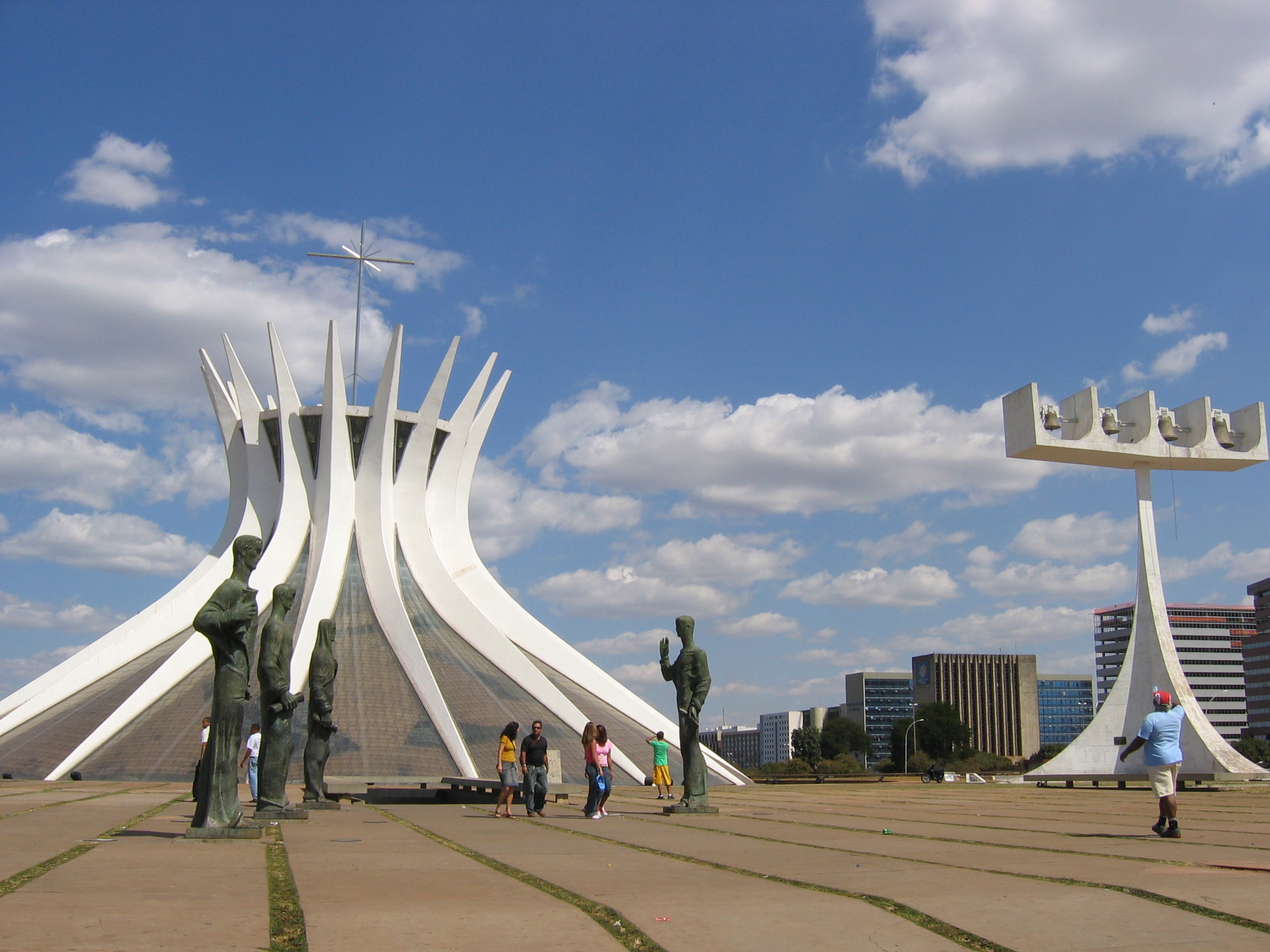
Esculturas de los evangelistas

### Las campanas y la Torre

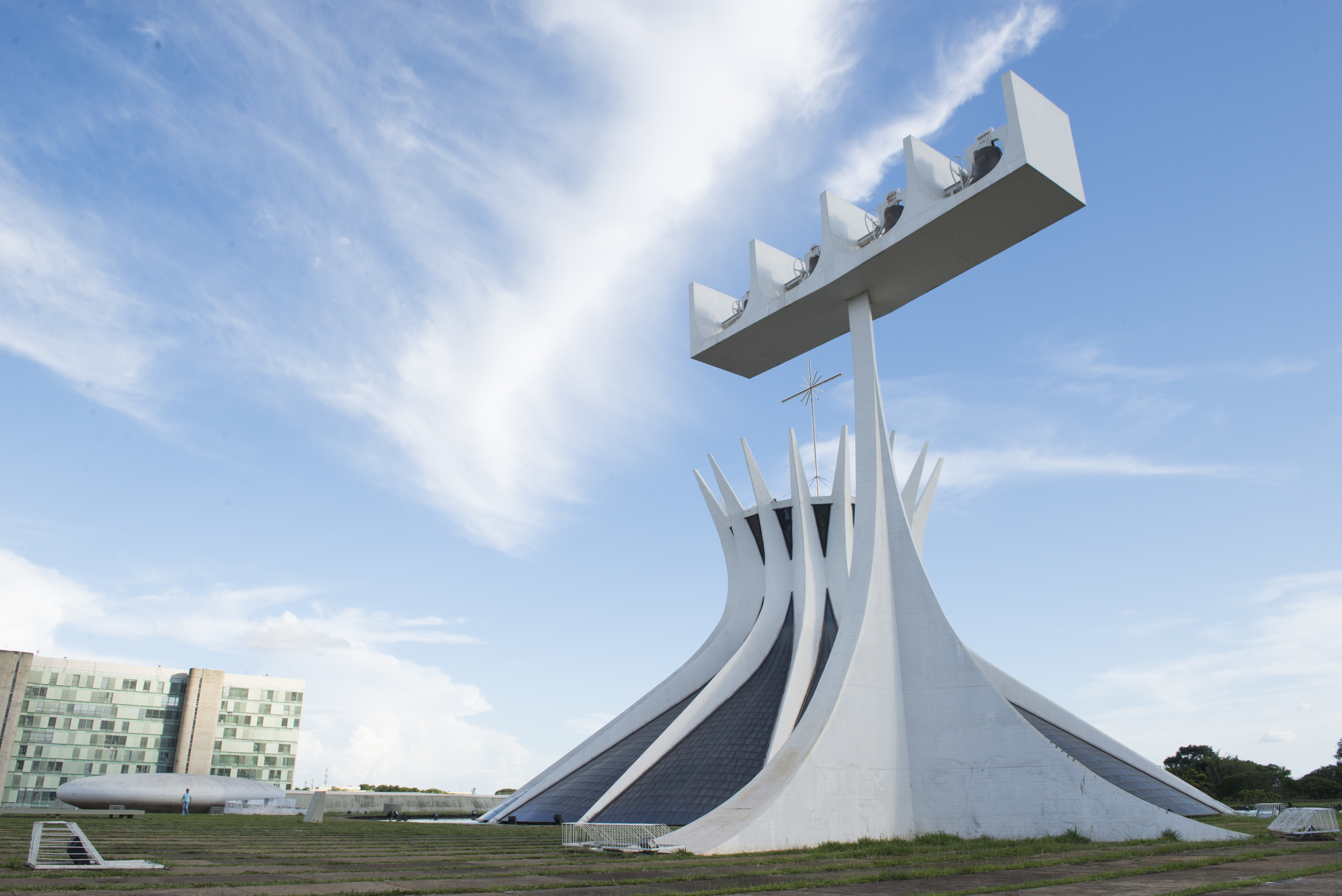
Campanário

Conocida como Campanario, las campanas fueron donadas por el gobierno de España. Fueron fabricadas en la fundición 'Viuda de Perea' en la ciudad de Miranda de Ebro. De los cuatro campanarios, uno fue bautizado con el nombre de la santa patrona de La Hispanidad (Nuestra Señora del Pilar), y las otras tres con los nombres de las carabelas en que Cristóbal Colón navegó, y llegó a América.

### La cruz
La cruz que está en la corona de la catedral, posee doce metros de largo, y fue instalada en 1968, siendo bendecida por el papa Pablo VI. La cruz presenta una gran reliquia, que es un fragmento de la Cruz de Cristo y la cruz pectoral del primer arzobispo de Brasilia.

### Espejo de agua
Alrededor de la catedral, hay un espejo de agua raso, de aproximadamente 40 centímetros de profundidad y 12 metros de largo.

### Los vitrales

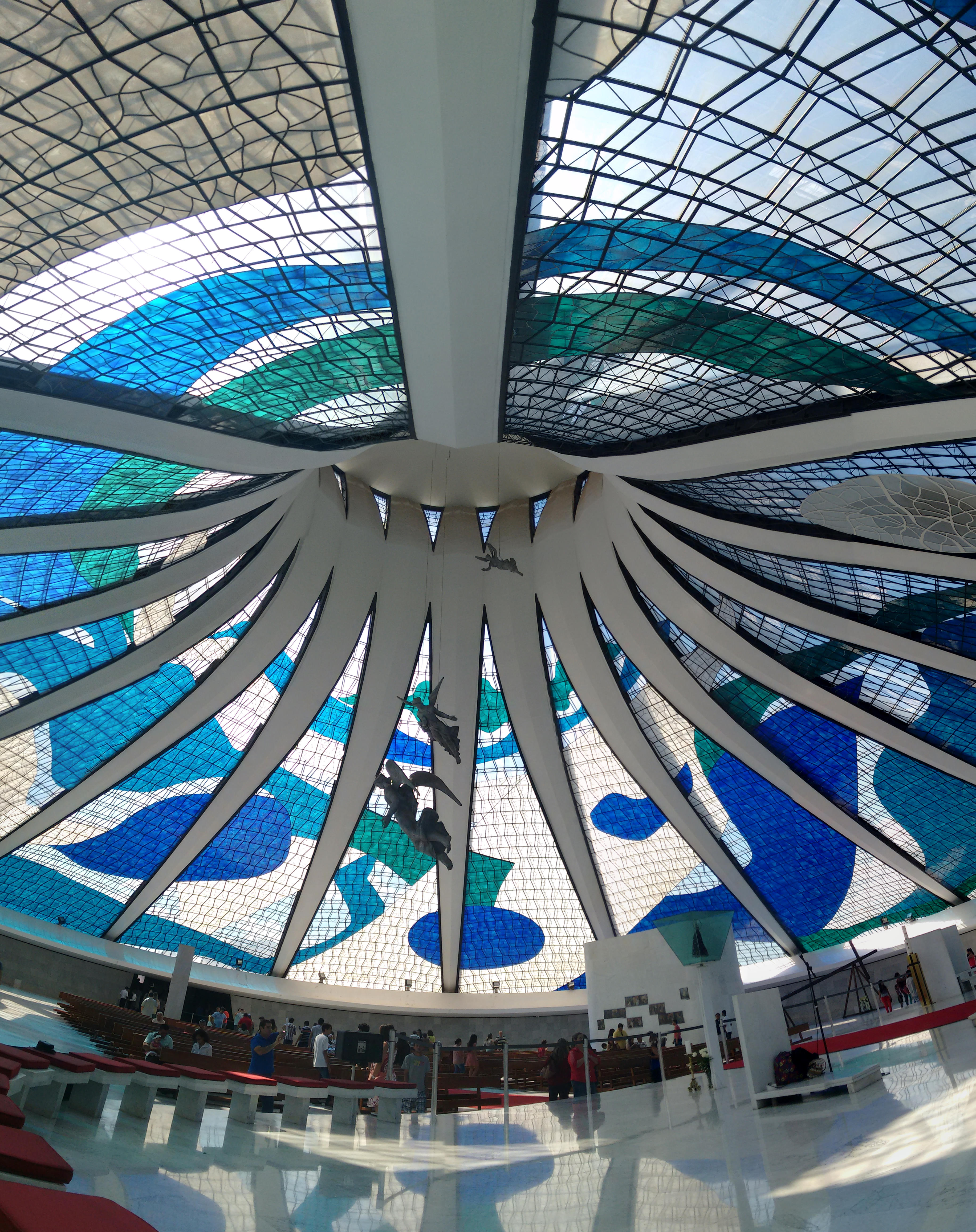
Los vitrales da la catedral

Originalmente la Iglesia estaba rodeada por vidrios incolores, la inmensa cantidad de vidrio fue una estrategia escogida por el arquitecto para iluminar el espacio con luz natural. Los vitrales tienen una extensión de 2 mil metros cuadrados.

### Los ángeles
Dentro del templo, se encuentran tres estatuas de ángeles pegadas al techo por cables de acero.
2,22 m de longitud y 100 kg la menor;
3,40 m de longitud y 200 kg la media;

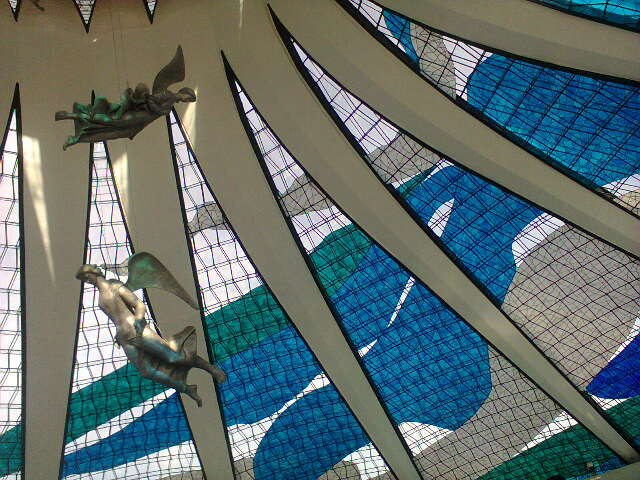
Los ángeles suspendidos

4,25 m de longitud y 300 kg la mayor.

### Pilar y azulejos de Athos Bulcão
Athos Bulcão dejó su marca en el panel de azulejos presente en el Baptisterio y en el conjunto de diez obras en pintura acrílica sobre placa de mármol blanco (Ese conjunto cuenta los pasajes de la vida de María; madre de Jesús).

### La vía crucis de Di Cavalcanti
La vía crucis es una obra pintada por el artista brasileño Di Cavalcanti. Son quince cuadros que presentan las estaciones del Vía Crucis
(el camino recorrido por Jesús, con la cruz, desde el momento de su condenación hasta la crucifixión).

### La réplica de Pietà
Dentro de la capilla existe una réplica de la escultura Pietà, del artista italiano Miguel Ángel. La pieza tardó tres años para ser producida por el Museo del Vaticano, con mármol en polvo y resina. La escultura pesa seiscientos kilos y mide 1,74 metros de altura.

## Historia

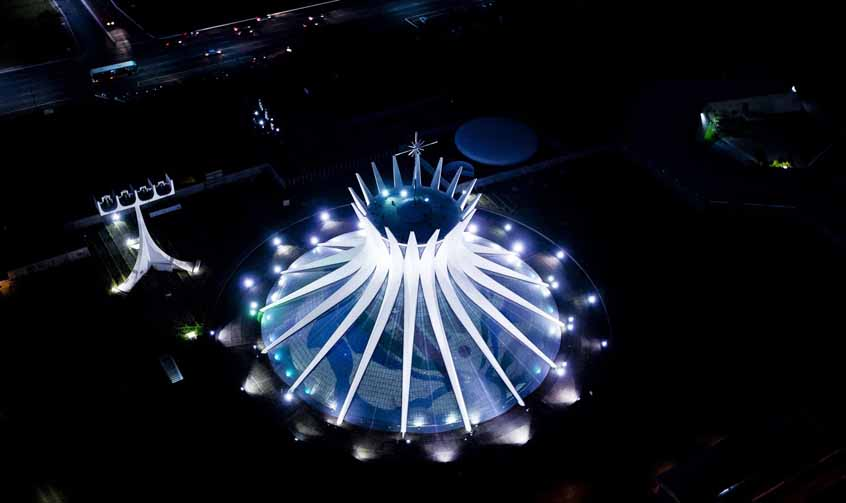
Vista aérea de la Catedral de Brasilia.

Diseñada por Oscar Niemeyer, con proyecto estructural del ingeniero Joaquim Cardozo, fue el primer monumento en ser creado en Brasilia. Su piedra fundacional fue emplazada el 12 de septiembre de 1958 y su construcción fue concluida el 31 de mayo de 1970.
Su estructura estuvo lista en 1960, y solo aparecían el área circular de setenta metros de diámetro, de la cual se elevaban dieciséis columnas de concreto (pilares de sección parabólica) en un formato hiperboloide, que pesaban noventa toneladas. 
El 31 de mayo de 1970 fue inaugurada de facto, ya con los vidrios externos transparentes. En la plaza de acceso al templo se encuentran cuatro esculturas de bronce de tres metros de altura, representando a los evangelistas; las esculturas fueron realizadas por Alfredo Ceschiatti con la ayuda del escultor Dante Croce en 1968. En el interior de la nave están las esculturas de tres ángeles suspensos por cables de acero. Las dimensiones y peso de las esculturas son de 2,22 m de longitud y 100 kg la menor; 3,40 m de longitud y 200 kg la media; y 4,25 m de longitud y 300 kg la mayor.
Esta estructura hiperboloide está construida de hormigón, y pareciera que con su techo de vidrio se alzara abierto hacia el cielo. El proyecto de Niemeyer de la Catedral de Brasilia se basó en los hiperboloides de revolución, en donde las secciones son asimétricas. Por sí misma, esta estructura es el resultado de dieciséis columnas de hormigón ensambladas idénticas. Cada columna posee una sección hiperbólica y pesa 90 toneladas, el conjunto representa dos manos moviéndose hacia el cielo. La catedral posee cuatro campanas donadas por españoles residentes en Brasilia en 1968. Estas campanas fueron fundidas en Miranda de Ebro, España.

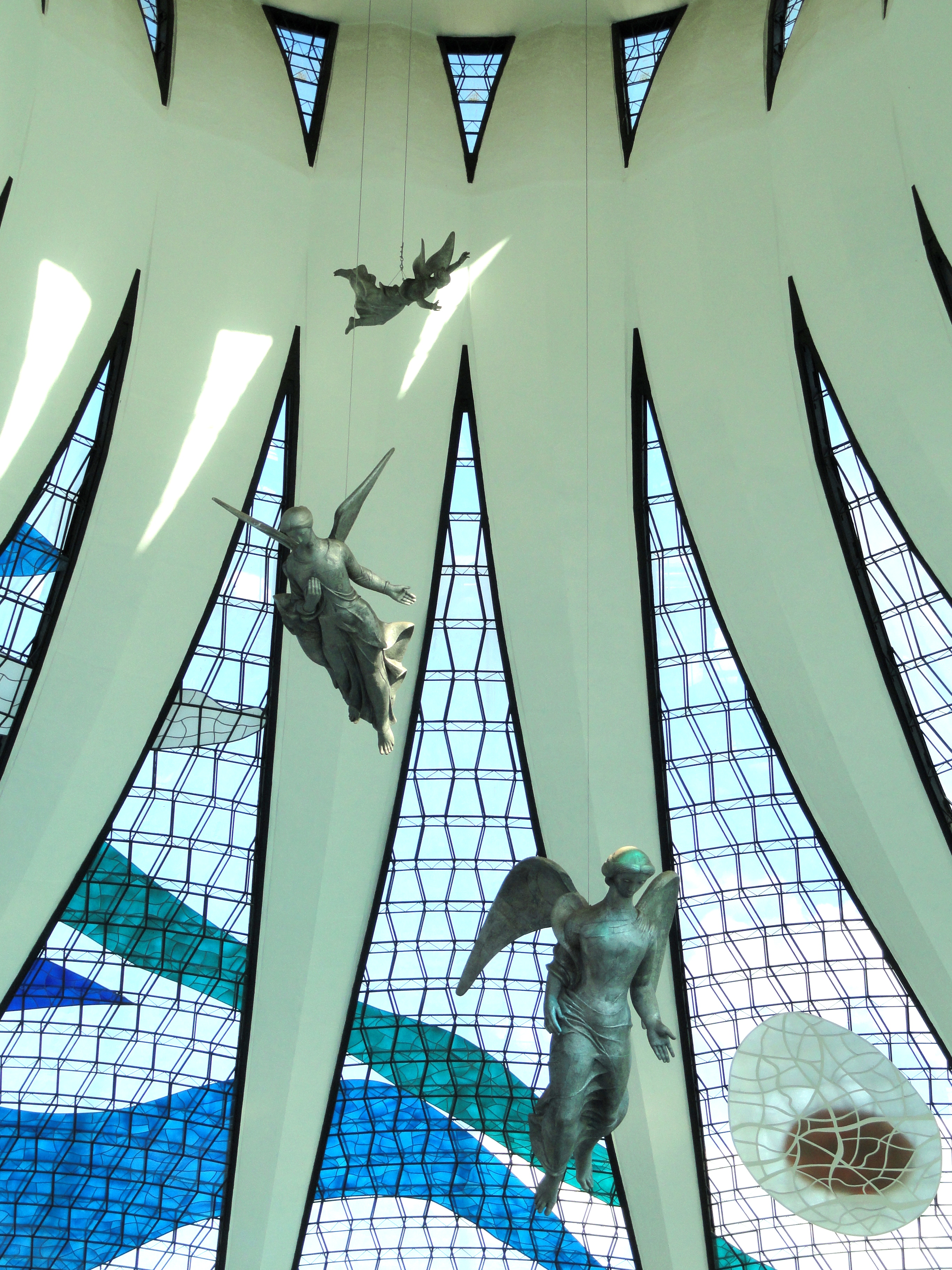
Detalle del techo.

Vista interior de la Catedral de Brasilia.

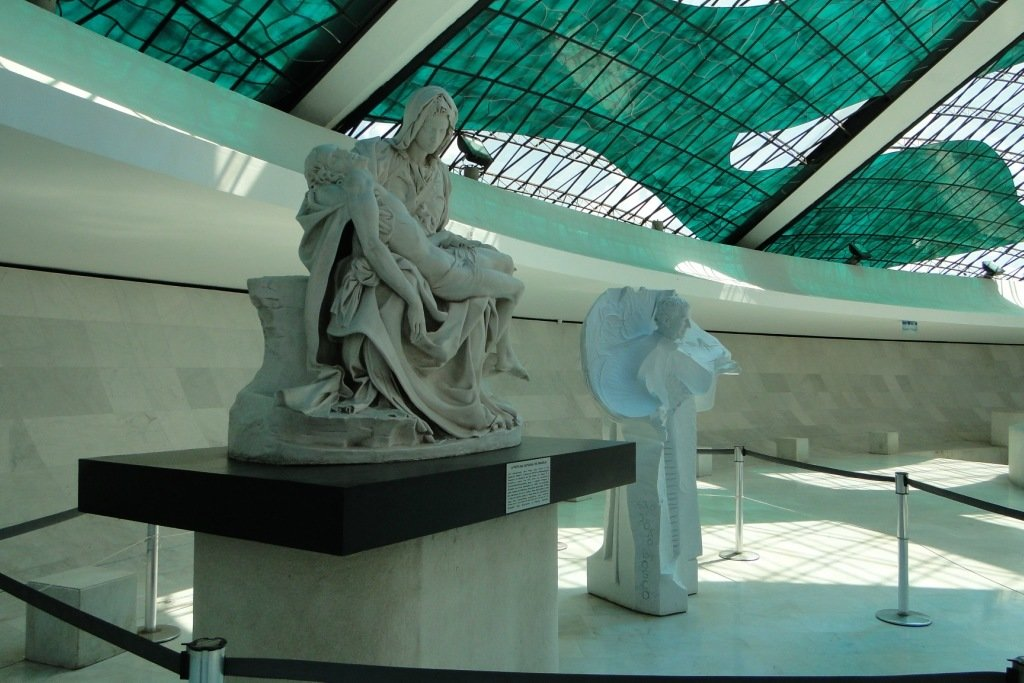
Escultura en la catedral.

El baptisterio en forma Ovoide tiene en sus paredes en losetas de cerámica pintadas en 1977 por Athos Bulcão. El campanario compuesto por cuatro grandes campanas, donado por España, completa el conjunto arquitectónico. La cubierta de la nave tiene un Vitral compuesto por dieciséis piezas en fibra de vidrio en tonos de azul, verde, blanco y marrón insertadas entre los pilares de concreto. Cada pieza se inserta en triángulos de diez metros de base y treinta metros de altura que fueron proyectados por Marianne Peretti en 1990. El altar fue donado por el papa Pablo VI y la imagen de Nossa Senhora Aparecida es una réplica de la original que se encuentra en Aparecida, São Paulo.
La vía sacra es obra de Di Cavalcanti. En la entrada de la catedral se encuentra un pilar con pasajes de la vida de María, pintados por Athos Bulcão.
El párroco de la catedral es el padre George Albuquerque Tajra. Por estar situada en la Explanada de los Ministerios, la catedral no posee una comunidad fija — gran parte de los fieles que la frecuentan son turistas y trabajadores de la explanada. La catedral está abierta todos los días para visitas, con excepción de los horarios de misa.